# Raelene Boyle
Raelene Ann Boyle (Melbourne, 24 de junio de 1951)es una exatleta australiana especialista en pruebas de velocidad que ganó tres medallas de plata entre los Juegos Olímpicos de México 1968 y Múnich 1972.

## Biografía

### México 1968
Se crio en una familia de clase trabajadora de un suburbio de Melbourne. Sus padres eran Gilbert e Irene Boyle. Un hermano suyo, Ron, fue ciclista y participó en los Juegos Olímpicos de Montreal 1976.
Con solo 17 años fue seleccionada para representar a Australia en los Juegos Olímpicos de México 1968 en 100 y 200 metros. En la final de 100 m estuvo a punto de dar la sorpresa y ganar una medalla, pero la foto finish señaló que había sido 4.ª, tras las americanas Wyomia Tyus y Barbara Ferrell, y la polaca Irena Szewinska
En los 200 m tuvo una manífica actuación, y tras ganar en series y semifinales, logró la medalla de plata en la final con una gran marca de 22,7 (récord de Australia y récord mundial júnior), siendo superada únicamente por la polaca Irena Szewinska que batió el récord mundial con 22,5 Otra australiana, Jenny Lamy, obtuvo la medalla de bronce.
Boyle participó también con el equipo australiano de relevos 4 x 100 m, que fue 5.º en la final.

### Múnich 1972
Dos años más tarde fue la gran estrella de los Juegos de la Commonwealth de Edimburgo 1970, donde ganó tres medallas de oro en 100, 200 y relevos 4 x 100 m
En los Juegos Olímpicos de Múnich 1972 era una de las favoritas tanto en 100 como en 200 m. En la final de 100 m hizo una gran carrera, pero no pudo vencer a la corpulenta alemana oriental Renate Stecher que dominó claramente a todas sus rivales estableciendo un nuevo récord mundial con 11,07 Raelene Boyle obtuvo la medalla de plata con 11,23 y la cubana Silvia Chivás la de bronce con 11,24
En la final de 200 m se repitió de nuevo este resultado. Renate Stecher venció con un nuevo récord mundial de 22,40 mientras Raelene Boyle tenía que conformarse con la plata aunque haciendo la mejor marca de su vida en esta prueba con 22,45 El bronce fue esta vez para la polaca Irena Szewinska, la campeona olímpica de México 1968.
Boyle participó además en las pruebas de relevos 4 x 100 y 4 x 400 m, y en ambas Australia obtuvo la 6.ª posición.

### Montreal 1976
En los Juegos de la Commonwealth de Christchurch 1974 consiguió repetir el éxito de cuatro años antes en Edimburgo ganando tres medallas de oro en 100, 200 y relevos 4 x 100 m Era la segunda mujer, tras Marjorie Jackson, que lograba repetir el doblete en 100 y 200 m en esta competición.
Participó en los Juegos Olímpicos de Montreal 1976, en lo que fueron sus terceros y últimos juegos, donde además fue elegida para llevar la bandera australiana en la ceremonia inaugural. 
Sin embargo en el aspecto deportivo sufrió una gran decepción. Se clasificó para su tercera final olímpica consecutiva en los 100 m, pero se quedó fuera del podio en 4.ª posición con 11,23 algo que ya le había ocurrido ocho años antes en México. Las medallas fueron esta vez para las alemanas Annegret Richter (11,08), Renate Stecher (11,13) e Inge Helten (11,17).
En los 200 m, que en principio era su mejor prueba, le fue aún peor, ya que fue descalificada después de realizar dos salidas nulas en la semifinal. Boyle se puso furiosa y se disgustó mucho tras esta eliminación, ya que según ella no había hecho salida nula, y tuvo que ser consolada por sus compañeros de equipo y por su hermano Ron, también participante olímpico. Las imágenes de televisión parecen demostrar que la primera de sus salidas nulas no lo fue en realidad.
En la prueba de relevos 4 x 100 m las australianas fueron 5.ª estableciendo además el récord de Australia con 43,18. Este récord permaneció vigente durante 24 años, hasta marzo de 2000.

### Última etapa
En los Juegos de la Commonwealth de Edmonton 1978 tampoco rindió a su mejor nivel. Ella y su compatriota Denise Boyd eran las favoritas en los 100 m, pero al final la victoria se la llevó la inglesa Sonia Lannaman, con Boyle en segunda posición y Boyd en tercera. Una pequeña lesión le impidió tomar parte en la prueba de 200 m, así como en los relevos.
Tras esta decepción, ella y su entrenador Ron Dewhurst decidieron concentrarse en la distancia superior, los 400 m. Tras proclamarse campeona de Australia de esta prueba en 1980, estaba preparada para acudir a los Juegos Olímpicos de Moscú de ese año, pero su país decidió secundar el boicot promovido por Estados Unidos a esta cita, por lo que no pudo participar.
La última gran competición de su carrera deportiva fueron los Juegos de la Commonwealth de Brisbane 1982, donde ganó la medalla de oro en los 400 m estableciendo además un nuevo récord de Australia. 
Ese mismo año se retiró del atletismo.
Además de sus éxitos a nivel internacional, obtuvo 15 títulos de campeona de Australia: seis en 100 m (1970, 71, 72, 73, 76 y 77), siete en 200 m (1970, 71, 72, 73, 76, 77 y 80) y dos en 400 m (1980 y 82)

### Tras la retirada
Tras su retirada se ha dedicado a ser entrenadora, comentarista deportiva en televisión, y también a la horticultura, una de sus grandes aficiones.
En 1996 le fue diagnosticado un cáncer de mama, que consiguió superar. Desde entonces es activista en la lucha contra esta enfermedad, realizando charlas donde se informa sobre ello y ayudando a recaudar fondos.
En 1998 fue elegida como una de las 100 personalidades vivas más importantes de Australia. En 1974 ya había sido distinguida como Miembro de la Orden del Imperio Británico.
En 2000 le fue diagnosticada otra enfermedad, un cáncer de ovarios, y tuvo que volver a someterse a tratamiento.
En la ceremonia inaugural de los Juegos Olímpicos de Sídney 2000 fue una de las siete deportistas australianas encargadas de portar la antorcha olímpica antes de ser encendida en el pebetero. Boyle acompañaba a la exvelocista Betty Cuthbert (en silla de ruedas debido a una esclerosis múltiple), en lo que fue uno de los momentos más emocionantes de esos Juegos.
Raelene Boyle es una de las atletas australianas más importantes de la historia. A lo largo de 14 años de carrera ganó tres medallas olímpicas y nueve en los Juegos de la Commonwealth, siete de ellas de oro.
Actualmente reside en Sunshine Coast, Queensland.

## Palmarés
| Año  | Competición               | Lugar        | Puesto                                     | Marca             |
| ---- | ------------------------- | ------------ | ------------------------------------------ | ----------------- |
| 1968 | Juegos Olímpicos          | México       | 4.ª en 100 m 2.ª en 200 m                  | 11,1 22,7         |
| 1970 | Juegos de la Commonwealth | Edimburgo    | 1.ª en 100 m 1.ª en 200 m 1.ª en 4 × 100 m | 11,26 22,75 44,14 |
| 1972 | Juegos Olímpicos          | Múnich       | 2.ª en 100 m 2.ª en 200 m                  | 11,23 22,45       |
| 1974 | Juegos de la Commonwealth | Christchurch | 1.ª en 100 m 1.ª en 200 m 1.ª en 4 × 100 m | 11,27 22,50 43,51 |
| 1976 | Juegos Olímpicos          | Montreal     | 4.ª en 100 m                               | 11,23             |
| 1978 | Juegos de la Commonwealth | Edmonton     | 2.ª en 100 m                               | 11,35             |
| 1982 | Juegos de la Commonwealth | Brisbane     | 1.ª en 400 m 2.ª en 4 × 400 m              | 51,26 3:27,72     |

### Marcas personales
- 100 metros - 11,1 s (C. de México, 15 Oct 1968)
- 200 metros - 22,45 s (Múnich, 7 Sep 1972)
- 400 metros - 51,08 s (Brisbane, 4 Sep 1982)